# Pallavaram
Pallavaram là một thành phố và khu đô thị của quận Kancheepuram thuộc bang Tamil Nadu, Ấn Độ.

## Địa lý
Pallavaram có vị trí 12°59′B 80°11′Đ / 12,98°B 80,18°Đ Nó có độ cao trung bình là 16 mét (52 feet).

## Nhân khẩu
Theo điều tra dân số năm 2001 của Ấn Độ, Pallavaram có dân số 143.984 người. Phái nam chiếm 51% tổng số dân và phái nữ chiếm 49%. Pallavaram có tỷ lệ 81% biết đọc biết viết, cao hơn tỷ lệ trung bình toàn quốc là 59,5%: tỷ lệ cho phái nam là 84%, và tỷ lệ cho phái nữ là 77%. Tại Pallavaram, 10% dân số nhỏ hơn 6 tuổi.